# Punta Poblete
Punta Poblete ist eine Landspitze im Norden der Livingston-Insel im Archipel der Südlichen Shetlandinseln. Sie liegt nordwestlich des Playa Escondida auf der Westseite des Kap Shirreff, dem nördlichen Ausläufer der Johannes-Paul-II.-Halbinsel.
Chilenische Wissenschaftler benannten sie nach Mario Poblete Garcés, beteiligt an den Vorbereitungen zur 6. Chilenischen Antarktisexpedition (1951–1952), Schiffsführer der Piloto Pardo bei der 20. Chilenischen Antarktisexpedition (1965–1966) und ab 1971 Direktor des Instituto Antártico Chileno.